# Honcearove, Sofiivka
Honcearove (în ucraineană Гончарове) este un sat în comuna Vodeane din raionul Sofiivka, regiunea Dnipropetrovsk, Ucraina.

## Demografie
Componența lingvistică a localității Honcearove
     Ucraineană (88,29%)
     Rusă (9,91%)
     Română (1,8%)
Conform recensământului din 2001, majoritatea populației localității Honcearove era vorbitoare de ucraineană (88,29%), existând în minoritate și vorbitori de rusă (9,91%) și română (1,8%).